# Mario Corti (Koch)
Mario Corti (* 17. Mai 1977 in Radolfzell) ist ein deutscher Koch und Hotelmanager.

## Werdegang
Nach seiner Ausbildung im Hetzel Hotel am Schluchsee, startete Mario Corti 1999 im Restaurant Markgräfler Hof in Freiburg im Breisgau und wechselte  2000 in das Restaurant Drei-Sterne-Restaurant Im Schiffchen zu Jean-Claude Bourgueil in Düsseldorf. Als Souschef wechselte er 2001 in das Restaurant Am Marstall zu Bernhard Diers in München, das kurz darauf mit zwei Michelinsternen ausgezeichnet wurde. Ab 2002 kochte er im  Mandarin Oriental  in München. 
2004 wurde er hier Executive Chef im Mark`s Restaurant, das 2006 mit einem Michelinstern ausgezeichnet wurde. 2005 wurde er im Magazin und Restaurantführer „Der Feinschmecker“ zum Aufsteiger des Jahres gekürt. 2008 folgte die Auszeichnung des „Bertelsmann Guides“ als Koch des Jahres. 2008 wechselte er in das Hotel Mandarin Oriental nach Singapur, 2010 als Executive Chef nach Hongkong.
Im November 2010 folgte die Position als Culinary Director i/c F&B im Hotel Schloss Elmau, mit insgesamt acht Restaurants; das Gourmet-Restaurant Luce d'Oro war von 2010 bis 2018 mit einem Michelin-Stern ausgezeichnet. 2015 war er verantwortlich für die komplette Gastronomische Ausrichtung des G7 Gipfels.
Im Juli 2019 übernahm Mario Corti als Director of Culinary die Leitung des Brenners Park-Hotel & Spa in Baden-Baden. Seit  2022 ist er hier Executive Assistant Manager.

## Auszeichnungen
- 2005: Aufsteiger des Jahres in Der Feinschmecker
- 2006–2008: Ein Stern im Guide Michelin für das Mark´s Restaurant
- 2008: Koch des Jahres im Bertelsmann Guide[1][2]
- 2010–2018: Ein Stern im Guide Michelin für das Restaurant Luce d´Oro[5] (heißt seit 2024 Ikigai)[6]